# Marathon van Seoel 2012
De marathon van Seoel 2012 werd gelopen op zondag 18 maart 2012. Het was de 68e editie van deze marathon.
De Keniaan Wilson Loyanae Erupe finishte bij de mannen als eerste in 2:05.37. Hij verbeterde hiermee het parcoursrecord. De Ethiopische Feyse Tadese zegevierde bij de vrouwen in 2:23.26.
In totaal namen 685 mannen en 567 vrouwen deel aan de wedstrijd.

## Uitslagen

### Mannen
| rang   | naam                   | land | tijd    |
| ------ | ---------------------- | ---- | ------- |
| Goud   | James Kwambai          | KEN  | 2:06.03 |
| Zilver | Eliud Kiptanui         | KEN  | 2:06.44 |
| Brons  | Philip Sanga           | KEN  | 2:06.51 |
| 4      | Felix Keny             | KEN  | 2:07.31 |
| 5      | Charles Munyeki        | KEN  | 2:07.41 |
| 6      | Jairus Chanchima       | KEN  | 2:07.43 |
| 7      | Yonas Kifle            | ERI  | 2:08.51 |
| 8      | William Chebor         | KEN  | 2:10.27 |
| 9      | Edwin Kangago          | KEN  | 2:10.29 |
| 10     | Isaac Macharia Wanjohi | KEN  | 2:11.00 |
| 11     | Boniface Mbuvi         | KEN  | 2:11.15 |
| 12     | Paul Tangus            | KEN  | 2:11.24 |
| 13     | Jason Mbote            | KEN  | 2:11.29 |
| 14     | Paul Koech             | KEN  | 2:11.47 |
| 15     | Jin-Hyeong Jeong       | KOR  | 2:11.48 |
| 16     | Michael Kamugu         | KEN  | 2:11.53 |
| 17     | Raul-Manuel Pacheco    | PER  | 2:13.44 |
| 18     | Erick Kipkoech         | KEN  | 2:14.06 |
| 19     | Sun-Kwon Jang          | KOR  | 2:14.35 |
| 20     | Hyo-Su Kim             | KOR  | 2:15.19 |
| 21     | Jun-Suk Ko             | JPN  | 2:15.54 |
| 22     | Haeng-Jun Soo          | KOR  | 2:16.15 |
| 23     | Young-Jin Kim          | KOR  | 2:16.47 |
| 24     | Du-Haeng Lee           | KOR  | 2:17.24 |
| 25     | Chang-Il Lee           | KOR  | 2:17.31 |

### Vrouwen
| rang   | naam                  | land | tijd    |
| ------ | --------------------- | ---- | ------- |
| Goud   | Feyse Tadese          | ETH  | 2:23.26 |
| Zilver | Askale Tafa           | ETH  | 2:25.29 |
| Brons  | Serena Burla          | USA  | 2:28.27 |
| 4      | Sun-Eun Kim           | KOR  | 2:29.53 |
| 5      | Helen Wanjiru         | KEN  | 2:30.01 |
| 6      | Ines Melchor          | PER  | 2:30.04 |
| 7      | Tatyana Zahriychuk    | UKR  | 2:30.11 |
| 8      | Yun-Hee Chung         | KOR  | 2:30.34 |
| 9      | Elena Burkovska       | UKR  | 2:32.16 |
| 10     | Filomena Chepchirchir | KEN  | 2:33.05 |
| 11     | Adilo Kedir           | ETH  | 2:33.57 |
| 12     | Ho-Sun Park           | KOR  | 2:34.02 |
| 13     | Judith Toribio        | PER  | 2:34.22 |
| 14     | Kyung-Hee Lim         | KOR  | 2:35.17 |
| 15     | Be-Ul An              | KOR  | 2:36.41 |
| 16     | Sun-Young Lee         | KOR  | 2:37.13 |
| 17     | Sook-Jeong Lee        | KOR  | 2:38.11 |
| 18     | Eun-Young Jang        | KOR  | 2:38.18 |
| 19     | Kyong-Sun Choi        | KOR  | 2:42.09 |
| 20     | Soo-Jin Kim           | KOR  | 2:43.29 |
| 21     | Elena Samokhvalova    | RUS  | 2:43.42 |
| 22     | Mi-Sun Kim            | KOR  | 2:45.28 |
| 23     | Julia Rivera          | PER  | 2:46.14 |
| 24     | Eun-Mi Kim            | KOR  | 2:48.13 |
| 25     | Myong-Nyo Park        | KOR  | 2:48.41 |

1964 ·
1965 ·
1966 ·
1967 ·
1968 ·
1969 ·
1970 ·
1971 ·
1972 ·
1973 ·
1974 ·
1975 ·
1976 ·
1977 ·
1978 ·
1979 ·
1980 ·
1981 ·
1982 ·
1983 ·
1984 ·
1985 ·
1986 ·
1987 ·
1988 ·
1989 ·
1990 ·
1991 ·
1992 ·
1993 ·
1994 ·
1995 ·
1996 ·
1997 ·
1998 ·
1999 ·
2000 ·
2001 ·
2002 ·
2003 ·
2004 ·
2005 ·
2006 ·
2007 ·
2008 ·
2009 ·
2010 ·
2011 · 
2012 · 
2013 · 
2014 · 
2015 · 
2016 ·  
2017